# Hammarsland
Hammarsland es una localidad del municipio de Sund en la provincia de Hordaland, Noruega. Se ubica en la isla de Store Sotra, al este de Skogsvåg. Tiene una superficie de 0,56km² y 875 habitantes.